# Bernabé Martí
Bernabé Martínez Remacha, más conocido como Bernabé Martí (Villarroya de la Sierra, Zaragoza, 14 de noviembre de 1928-Barcelona, 18 de marzo de 2022) fue un tenor español, esposo de la también cantante lírica Montserrat Caballé.

## Biografía

### Nacimiento, niñez y adolescencia
Nació el 14 de noviembre de 1928 en la localidad zaragozana de Villarroya de la Sierra. Fue el sexto y último hijo de un matrimonio de campesinos.
Con trece años empezó a trabajar como pastor de cabras en su pueblo, momento en que se descubrieron las cualidades de su voz y entró a formar parte de la banda de su pueblo.

### Estudios
En 1949 fue acogido en el Coro del Pilar, dirigido por Juan Azagra y Asunción Vitoret, por recomendación del párroco de su pueblo.
Entre 1950 y 1952 recibió clases de canto con José Luis Lloret en el Conservatorio de Madrid.
La Diputación Provincial de Zaragoza le concedió una beca de 5000 pesetas (1.141,33 euros con la inflación corregida, abril de 2019) anuales en 1953 y se trasladó a Italia.
En Italia cursó canto en la Academia de Santa Cecilia en Roma y recibió clases de perfeccionamiento en las academias de Siena y Milán (en esta última con la soprano Mercedes Llopart) hasta 1956.
Su repertorio de aquel momento lo componían La bohème, Rigoletto, Fausto, La Traviata, Lucía de Lammermoor y Ecuba.

### Carrera profesional
Su debut tuvo lugar el 12 de octubre de 1956 en el Teatro Principal de Zaragoza, con ocasión de la Jornada de Exaltación del Folclore Aragonés, donde cantó algunas arias de ópera y la jota de El trust de los tenorios.
En los Festivales de Granada de 1958 interpretó La vida breve.
Después inició una gira de dos años en distintos países de Europa, destacando su interpretación de Salomé  en la Ópera de Düsseldorf (entonces, Alemania Occidental) en 1958.
Su carrera en España la afianzó al estrenar la ópera de Ricardo Lamote de Grignon La cabeza de dragón en el Gran Teatro del Liceo de Barcelona, en 1960.
En distintos teatros franceses y alemanes interpretó las óperas Carmen y Werther.
En el Teatro Fleta de Zaragoza interpretó Rigoletto y Marina en 1962. Desde entonces participó en las temporadas de ópera organizadas en Zaragoza, compartiendo cabecera con Montserrat Caballé —con quien se casó en 1964—.
En el Liceo barcelonés interpretó Manon Lescaut, La bohème y Madame Butterfly —esta última con Montserrat Caballé— en 1963 y 1964.
A partir de 1965 comenzó su gira americana, cuya primera parada fue Buenos Aires (Argentina). Allí interpretó Manon Lescaut en el Teatro Colón.
Junto a su esposa interpretó Aida, Manon Lescaut y La Bohème en la Ciudad de México, Lima (Perú), Caracas (Venezuela) y Santiago de Chile.
La gira por América siguió en los Estados Unidos. Interpretó Il Pirata en el Carnegie Hall de Nueva York y en Filadelfia (Pensilvania), Il Trovatore en San Antonio (Texas), Rigoletto en Washington D. C. y Tosca, Werther, Turandot, Pagliacci, Carmen y Norma en Dallas (Texas), Houston (Texas), Kansas City (Kansas) y Nueva York.
En 1972, tras sentirse mal y no acabar de interpretar Norma en París con su esposa, le diagnosticaron inutilidad del pulmón izquierdo debido a una afección que contrajo de niño, de lo que mejoró con un tratamiento adecuado.
Una leve lesión de corazón lo obligó a retirarse, y su última actuación tuvo lugar en Ripoll (Gerona) en 1985.
Vivió retirado de los escenarios desde 1985 por el daño cardíaco que sufrió ese mismo año.
Desde 1992 acudió regularmente al Concurso Montserrat Caballé-Bernabé Martí, creado por la Obra Cultural de Ibercaja, que otorga becas de perfeccionamiento a cantantes prometedores. En 2019 fue nombrado presidente honorífico de la Fundació Montserrat Caballé.

### Fallecimiento
Falleció el 18 de marzo de 2022 en Barcelona, a los 93 años de edad. Está enterrado en el cementerio de su pueblo natal, junto a sus padres.

## Familia
El 14 de agosto de 1964 contrajo matrimonio con la soprano Montserrat Caballé en el Monasterio de Santa María de Montserrat en Monistrol de Montserrat, Barcelona, con quien tuvo dos hijos: Bernabé (1966) y Montserrat Martí (soprano) (1972).
Fue abuelo de Daniela Faidella Martínez (2011), nacida de la relación de su hija Montserrat con el empresario Daniel Faidella.